# Camp de concentration Erika
Le camp de concentration Erika (néerlandais : Kamp Ommen ou Kamp Erika allemand : Arbeitseinsatzlager Erika) était un camp de concentration nazi pendant la Seconde Guerre mondiale,. Le camp était situé près de Ommen, aux Pays-Bas. Le camp était principalement affecté à l'emprisonnement de prisonniers hollandais condamnés pour marché noir et actes de résistance aux autorités d'occupation. Seulement huit Juifs ont été emprisonnés dans le camp.

## Histoire

### Seconde Guerre mondiale
Le camp existait déjà avant la Seconde Guerre mondiale, il avait été fondé par une société théosophique, l'« Orde van de Ster », (Ordre de l'Étoile). En octobre 1940, les sociétés considérées comme hostiles aux nazis sont supprimées : franc-maçons, Odd Fellows, pacifistes... mais aussi théosophes. Le camp passe alors aux mains des Allemands.
Le camp commence son activité comme camp pour donner du travail aux chômeurs (nl) le 13 juin 1941 avec 48 participants.
Il commence à accueillir des prisonniers le 19 juin 1942. Au début, ils étaient coupables de marché noir et de se cacher des autorités. Puis des Juifs et des résistants ont été emprisonnés.
Le camp était tristement célèbre pour le comportement brutal de ses gardiens conduisant les juges néerlandais à refuser d'y envoyer des condamnés en 1943. Le camp a été transformé en un Arbeitserziehungslager surtout pour ceux qui refusaient les travaux forcés. À l'automne 1944 il est redevenu un camp pénal. Le camp est libéré le 11 avril 1945.
Herbertus Bikker aussi connu comme le « Boucher d'Ommen » (néerlandais : De Beul van Ommen) était un membre de la Waffen-SS. Dans cette fonction, il a servi comme gardien de la prison et du camp Erika. Il obtint son surnom en raison de son comportement brutal avec les prisonniers.

### Après la guerre
À la suite de sa libération par les troupes canadiennes, le camp sert à partir du 11 avril 1945 de camps de prisonniers pour environ 2 000 collaborateurs néerlandais. Il est renommé Kamp Erica au lieu de Kamp Erika. Il s'agissait principalement de fermiers et de classes moyennes, mais on comptait aussi des nobles et industriels qui avaient été membres du NSB. Le camp est gardé par des résistants jusqu'au 8 août 1945, puis par des officiels dépendant du ministère de la Défense. Le camp ferme le 31 décembre 1946, les prisonniers restants sont transférés à Dalfsen,.

### Aujourd'hui
Le camp est désormais un lieu de camping. Une croix et une plaque sont placées en mémoire du camp de concentration.